# 자월면
자월면(紫月面)은 인천광역시 옹진군의 면으로, 자월도와 대이작도·승봉도를 중심으로 소이작도·사승봉도·선갑도 등의 섬을 관할하고 있다.

## 역사
- 삼국 시대: 백제에 속함
- 조선 시대: 자월리·승봉리는 남양부에, 이작리는 인천부에 속함[1]
- 1914년 3월 1일: 부군면 통폐합으로 자월리·이작리는 경기도 부천군 영흥면에, 승봉리는 덕적면에 속함
- 1966년 7월 1일: 자월리·이작리에 영흥면 자월출장소 설치
- 1973년 7월 1일: 부천군이 폐지되어 전 지역이 경기도 옹진군으로 편입
- 1983년 2월 15일: 영흥면 자월출장소가 자월면으로 승격하고, 승봉리가 자월면으로 이관
- 1995년 3월 1일: 옹진군이 인천광역시로 편입
- 2019년 2월 8일: 이작리에 이작출장소 설치

## 행정 구역
| 법정리          | 행정리  | 비고              |
| --------------- | ------- | ----------------- |
| 자월리 (紫月里) | 자월1리 | 면사무소 소재지   |
| 자월리 (紫月里) | 자월2리 | 면사무소 소재지   |
| 자월리 (紫月里) | 자월3리 | 면사무소 소재지   |
| 이작리 (伊作里) | 이작1리 | 이작출장소 소재지 |
| 이작리 (伊作里) | 이작2리 | 이작출장소 소재지 |
| 이작리 (伊作里) | 이작3리 | 이작출장소 소재지 |
| 승봉리 (昇鳳里) | 승봉리  |                   |

### 지명 유래
- 자월리(자월도): 조선시대 관가에 근무하던 사람이 귀향살이를 하러 와서 첫날 밤 억울함과 신세를 한탄하며 하늘을 쳐다보니, 마침 보름달이라 유난히 밝은데 갑자기 달이 붉어지더니 바람이 일어나고 폭풍우가 몰아쳐서 그는 하늘도 자기의 억울함을 알아 주는가 싶어 그때 이곳의 이름을 자월도라 지었다고 한다. 그는 귀향살이를 끝내고 돌아갈때 큰 바위에 자월도라고 새기고 떠났는데, 그후부터 이 마을은 자월리라 불리고 있다고 전해진다.[2]
- 이작리: 대이작도와 소이작도로 나뉘어 있다. 『고려사』와 『신증동국여지승람』에는 "이즉도"라는 이름으로 나오며, “이즉도는 독갑도 동쪽에 있으며, 주위가 35리이고, 목장이 있다”는 기록이 있다. 여기서 이즉도는 지금의 대이작도와 소이작도를 합쳐부른 이름으로 추정된다. 고려 말부터 조선왕조 초기까지 이작도 지역은 해적 떼들이 점거하고 있었다. 이 때 면적이 좁은 소이작도에는 큰 해적떼가 점거하고 있어 대이작이라 하였고 면적이 넓은 대이작도에는 작은 해적떼가 점거하고 있었다. 소이작도는 대이작도 서쪽에서 방향을 길게 서쪽으로 두고 형성된 섬으로 대이작도의 절반가량으로 지형이나 산세가 모두 대이작을 닮아서 마치 흉내를 낸 것 같다. 이 섬은 옛날부터 왜해적(倭海賊)떼가 점거하고 있었으며, 임진왜란이나 기타 국난이 있었을 때에 육지에서 피난을 와서 살던 섬이었다고 전해지고 있다. 이작1리 남쪽에 있는 계남리는 마을 형태가 게 모양으로 생겼을 뿐만아니라 이곳에 옛날부터 게가 많아 이 지역 주민은 게로 끼니를 이어 나갔으며, 이 게는 귀신을 쫓는다 하여 집집마다 게를 잡아 처마밑에 매달이 놓았다하여 ‘게남리’라 부르다가 변음되어 '계남리‘로 바뀌어 전해진다. 벌안이라는 지명은 벌집 모양의 그물을 뗏목처럼 처놓고 고기를 잡았다 하여 ‘벌안’이라 불리기 시작했다고 한다.[2]
- 승봉리(승봉도): 아득한 옛나라에 신(辛)씨와 황(黃)씨가 함께 고기를 잡던 중 풍랑을 만나 대피한 곳으로 며칠 동안 굶주린 시장기를 채우기 위하여 섬의 이곳 저곳을 둘러보니 경관도 좋고 산세도 매우 좋아 사람이 살수 있는 곳이라 판단하여 이곳에 정착하였는데, 당시 신씨와 황씨 두 사람의 성(姓)을 따서 신황도(辛黃島)라 불렸다. 그러다 이곳의 지형이 마치 봉황새의 머리모양과 같다하여 승봉도(昇鳳里)라 개칭되었다고 한다. 승봉도 내 마을인 안(큰)마을은 승봉도의 사람들이 처음에는 주당죽에서 거주하였으나 질병이 돌고 병으로 인해 사람이 많이 죽어 이곳으로 이주하였으며, 많은 사람이 산다하여 안(큰)마을이라 불리기 시작했다고 전해진다.[2]